# Brands4Friends
Brands4Friends war ein Onlineshop und Shopping-Club, der sich auf der Verkauf von Markenprodukten spezialisiert hatte. Der Online-Shop wurde von der Private Sale GmbH betrieben, die bis 2019 zu 100 % der mobile.de GmbH aus Kleinmachnow und damit zu eBay gehörte.
Brand4Friends stellte zum 30. Juni 2023 seinen Geschäftsbetrieb ein.

## Angebot und Geschäftsmodell
Auf der Webseite wurden Markenprodukte aus den Bereichen Mode, Lifestyle, Sport/Freizeit, Wohnen und Technik verkauft. Im Gegensatz zu anderen Seiten konnten jedoch nur Mitglieder einkaufen, was Exklusivität erzeugen sollte. Früher musste man dazu zuvor von anderen Mitgliedern eingeladen werden. Beim Einkauf sollten täglich wechselnde Angebote mit reduzierten Preisen, die Attraktivität der Produkte erhöhen. Für die Markenhersteller war das Angebot attraktiv, da sie so Restbestände loswerden konnten. Das Sortiment enthielt über 2000 Hersteller.
Neben der Webseite ließen sich die Inhalte auch über eine mobile App für Android und iOS aufrufen. Als Zahlungsmethoden wurden PayPal, Mastercard, Visacard, EC-Karte, American Express, Sofortüberweisung und eine Zahlung auf Rechnung unterstützt. Neben dem Shop betrieb die Webseite ein Online-Magazin für die Produkte und Trends.

## Nutzer- und Verkaufszahlen
Laut eigenen Angaben hatte die Website über acht Millionen registrierte Benutzer. 2014 waren dies noch über 6 Millionen, die sich in einem Durchschnittsalter von 38 Jahren befanden. Seit 2007 wurden über 25 Millionen Artikel verkauft. Nach Angaben der Seite waren 64 % der Mitglieder Frauen und 36 % Männer. Diese waren zu 54 % im Alter zwischen 25 und 44 Jahren. Ein Großteil von ihnen verfügte über eine tertiäre Bildung und hatte ein überdurchschnittliches Haushaltseinkommen. Die Android-App wurde über eine Million Mal heruntergeladen. Brands4Friends war Marktführer im Bereich der Online-Shopping-Clubs in Deutschland.

## Geschichte
Brands4Friends begann im September 2007 als Start-up-Unternehmen und wurde von Christian Heitmeyer, Constantin Bisanz, Nicolas Speeck und Mario Zimmermann gegründet. Ende 2010 wurde es an eBay für 150 Millionen Euro verkauft und wurde so zu einem Tochterunternehmen von eBay. Zu dem Zeitpunkt hatte das Unternehmen schon 80 Millionen Umsatz. Der Umsatz stieg jährlich weiter und erreichte 2016 einen Umsatz von 124 Millionen Euro.
Am 3. September 2014 wurde Stefan Wenzel zum Senior Director Fashion in Deutschland von eBay ernannt und damit auch Geschäftsführer bei Brands4Friends und setzte sich für eine stärkere Zusammenarbeit zwischen den beiden Unternehmen ein.
Im Februar 2015 gab Brands4Friends an, die Logistik in das europäische Logistikzentrum von eBay Enterprise in Halle zu verlagern.
Am 21. April 2016 gab Wenzel seinen Posten bei brand4friends auf, um Vizepräsident bei eBay Deutschland zu werden und übertrug den Posten an Gülfem Toygar. Sie gab diesen aber kurze Zeit später an Philipp Rossner ab. Im Juni 2018 verließ dieser das Unternehmen auf eigenen Wunsch und übergab die Verantwortung an Nina Pütz.
Im September 2019 wurde die Private Sale GmbH von dem in Los Angeles, USA, ansässigen Private-Equity-Unternehmen Regent L.P. übernommen.
Im April 2023 wurde bekannt, dass Brands4Friends zum 30. Juni 2023 den Geschäftsbetrieb einstellt.

## Unternehmen
Das Unternehmen befand sich in Berlin-Kreuzberg und hatte ca. 260 Mitarbeiter. Es setzte sich für die Förderung von jungen Modedesignern ein, z. B. durch den Vertrieb im Shop, Präsenz auf Modemessen und Förderleistungen. Die Shop-Software von „brands4friends“ wurde als proprietäre Eigenentwicklung erstellt. Dagegen basierten externe Plattformen, einschließlich der Unternehmenswebseite und des Outlets, auf dem Content-Management-System WordPress.